# سامی دیویس جونیور
ساموئل جورج دیویس جونیور (به انگلیسی: Samuel George Davis, Jr.‎) (تولد ۸ دسامبر ۱۹۲۵؛ درگذشت ۱۶ مه ۱۹۹۰) که با نام سامی دیویس جونیور (به انگلیسی: Sammy Davis, Jr.‎) معروف است، خواننده، بازیگر و کمدین اهل آمریکا بود. بیشتر معروفیت او به‌خاطر تقلید صدا و حرکات هنرمندان و افراد سرشناس بود. او در دوران کودکی در ابتدا به عنوان رقصنده و خواننده در تئاتر برادوی لاس وگاس شناخته شد. در سه سالگی، دیویس حرفه اش را در برنامه وودویل با پدرش و ویل ماستین تحت عنوان «گروه ویل ماستین» شروع کرد. پس از خدمت سربازی، دیویس به گروه بازگشت. در سال ۱۹۵۴، دیویس چشم سمت چپش را از دست داد و چند سال بعد، یهودی شد.
او در ادامه به یک چهرهٔ معروف در سینما، موسیقی و تلویزیون تبدیل شد. حرفه دیویس در زمینه فیلم از بچگی در سال ۱۹۳۳ آغاز شد. در سال ۱۹۶۰ در فیلم ۱۱ یار اوشن (فیلم ۱۹۶۰) با گروه رت پک ظاهر شد. پس از نقش آفرینی در «آقای شگفت‌انگیز» در برادوی (۱۹۵۶)، او با «پسر طلایی» در سال ۱۹۶۴ به روی صحنه بازگشت. در سال ۱۹۶۶ او، برنامه تلویزیونی خود را با عنوان «برنامه سامی دیویس جونیور» داشت. حرفهٔ دیویس در اواخر دهه ۱۹۶۰ با سرعت کمتری پیش می‌رفت، اما او با ضبط آهنگ «مرد شکلاتی» در سال ۱۹۷۲ رکورد خوبی از خود به جا گذاشت و در لاس وگاس به یک ستاره تبدیل شد.
دیویس در طول زندگی اش قربانی نژادپرستی بود؛ به خصوص در دوره قبل از جنبش حقوق مدنی سیاهپوستان آمریکا. دیویس ارتباط پیچیده‌ای با انجمن سیاه‌پوستان داشت و پس از حمایت علنی از رئیس‌جمهور ریچارد نیکسون در سال ۱۹۷۲، مورد انتقاد قرار گرفت.
سامی دیویس یکی از اعضای گروه دار و دسته موش‌ها (Rat Pack) نیز بود. گروهی که فرانک سیناترا و دین مارتین از اعضای آن بودند. پس از آنکه با سیناترا و دین مارتین در سال ۱۹۸۷ بار دیگر با یکدیگر همکاری کردند، دیویس قبل از اینکه از سرطان گلو در سال ۱۹۹۰ بمیرد، با آن‌ها و لایزا مینلی به صورت بین‌المللی تورهایی داشت.
دیویس نشان اسپینگارن را از انجمن ملی پیشرفت رنگین‌پوستان دریافت کرد و بخاطر اجراهای تلویزیونی‌اش نامزد دریافت جایزه گلدن گلوب و جایزه امی شد. او همچنین در سال ۱۹۸۷ دریافت‌کننده جایزه مرکز کندی بود و در سال ۲۰۰۱ پس از مرگش، برنده جایزه دستاورد عمری گرَمی شد.
در سال ۱۹۹۰ این هنرمند بر اثر ابتلا به بیماری سرطان‌های سر و گردن در سن ۶۴ سالگی درگذشت.
از فیلم‌های او می‌توان به سوئیت چریتی اشاره کرد.